# Viki Gomez
Viki Gomez, de son vrai nom Jorge Gomez (né le 7 mars 1981 à Madrid), est un coureur cycliste espagnol qui pratique la discipline du flat en BMX, champion du monde de sa discipline en 2010. 

## Biographie
Viki Gomez commence à pratiquer le BMX et en particulier le flat à l'âge de 14 ans. Il devient rapidement professionnel.
Il a été notamment deux fois champion d'Europe et trois fois champion du monde.
Il est sponsorisé par Red Bull, Orbea, Arnette Sunglasses, G-Shock Watches Japan, Levis, DC Shoes. Il a été le premier flatlander BMX à être sponsorisé par Red Bull, en 2003.
Il a gagné pour la 3e fois le  Red Bull Circle of Balance à Tokyo, Japon le 8 septembre 2012. Il a été le 2e en G-Shock Real Toughness competition à Tokyo, Japon le 8 décembre 2012.

## Palmarès et compétition
- 1998[2]
  - 1er au “World Champion”, Expert Class à Portimao au Portugal
- 1999[2]
  - 1er au “World Champion”, Master Class à Madrid
- 2000[2]
  - 7e au CFB X TRIALS Qualy en Floride
- 2001[2]
  - 3e au CFB X TRIALS Qualy en Pennsylvanie
  - 1er au European X Games Gold Medallist à Barcelone
  - 3e au Urban Games à Londres
  - 2e au BMX Play station Competition à Cologne
  - 1er au King of Ground à Osaka au Japon
- 2002[2]
  - 1er au Revolution Contest à Toronto
  - 1er au Bike Show à Birmingham
  - 1er au Festival international des sports extrêmes (FISE) à Palavas
  - 3e au X TRIALS à Atlanta
  - 3e au BMX Worlds à Cologne
  - 3e au X TRIALS en Pennsylvanie
  - 1erau European X Games Gold Medallist à Barcelone
  - 1erau Red Bull Circle of Balance à Dusseldorf
  - 2e au King of Ground à Tokyo
- 2003[2]
  - 2e au Flatground Compteition à Amsterdam
  - 1er au Festival international des sports extrêmes (FISE) de Montpellier
  - 1er au Carhartt Contest à Cologne
  - 5e aux US X Games à Los Angeles
- 2004[2]
  - 5e au Red Bull Circle of Balance à Tokyo
  - 1er au King of Ground à Tokyo
- 2006[2]
  - 1er au King of Ground à Tokyo
- 2007[2]
  - 3e au Red Bull 14 Contst in Real de 14 à Mexico
  - 1er au Red Bull Circle of Balance à Tokyo
- 2009[2]
  - 1er au Barcelone XTreme à Barcelone
  - 1er au Mariskinho Contest à Vigo en Espagne
- 2010[2]
  - Champion du monde du BMX Flatland World Circuit
  - 3e au Red Bull Flamenco Flatland à Malaga, en Espagne
  - 3e au Korea Leisure Games, en Corée du Sud
  - 3e au Red Bull Flat Jazz à Paris
- 2011[2]
  - 1er au Red Bull Flamenco Flatland à Malaga, en Espagne
  - 1er au Festival international des sports extrêmes (FISE) de Montpellier
  - 2e au Barcelona XTreme à Barcelone
- 2012
  - 2e G-Shock Real Thoughness 8 décembre 2012
  - 1e Red Bull Cirlce of Balance à Tokyo, Japon 8 septembre 2012 (Viki a gagné le RB COB por la 3e fois)
  - 1e La Traba Madrid, Espagne
  - 1e FISE Costa Rica January 2012
  - 5e au JoMoPro à La Nouvelle-Orléans, 1er round du BMX Flatland World Circuit[3]